# Irakezen in Nederland
Met Irakezen in Nederland (Arabisch: العراقيون في هولندا) worden in Nederland levende Irakezen, of Nederlanders van Iraakse afkomst aangeduid. Volgens het Centraal Bureau voor de Statistiek (CBS) woonden er per 1 januari 2020 zo’n 64.653 Nederlanders met een Iraakse migratieachtergrond in Nederland.

## Geschiedenis
Vanaf begin jaren tachtig kwamen de eerste Iraakse asielmigranten naar Nederland. Dit waren overwegend Koerden, die op de vlucht sloegen voor het geweld tegen hun strijd om (meer) autonomie. In deze periode vond ook de Irak-Iranoorlog plaats. In 1990 startte de Tweede Golfoorlog met de inval in Koeweit. Vanaf 1992 nam het aantal asielverzoeken van Irakezen in Nederland sterk toe, waarbij de aanwezigheid van familie en vrienden een belangrijke reden vormde om voor Nederland te kiezen. Aan het einde van de jaren negentig bereikte het aantal asielaanvragen van Irakezen zijn hoogtepunt. Na de eeuwwisseling daalde het aantal asielzoekers uit Irak, om vanaf 2005 weer te stijgen. Vanwege de situatie in Irak gold tussen 2002 en 2008 een categoriaal beschermingsbeleid voor Irakezen, waardoor het aantal asielverzoeken weer steeg.

## Demografie

#### Bevolkingsontwikkeling
De Irakezen wonen verspreid over Nederland. Absoluut gezien wonen de meeste Irakezen in de provincie Zuid-Holland, gevolgd door Noord-Holland, Gelderland en Overijssel. Er bestaat een voorkeur om naar de Randstad te verhuizen na het verkrijgen van een verblijfsvergunning.
| Groningen           | 529    | 1.141  | 1.242  | 1.376  | 1.327  | 1.515  |
| Friesland           | 510    | 1.844  | 2.032  | 2.056  | 1.828  | 2.059  |
| Drenthe             | 292    | 1.072  | 1.105  | 1.420  | 1.427  | 1.660  |
| Overijssel          | 1 065  | 3.375  | 4.184  | 5.348  | 6.220  | 6.783  |
| Flevoland           | 350    | 1.132  | 1.938  | 2.603  | 2.615  | 2.982  |
| Gelderland          | 1.182  | 3.665  | 5.020  | 5.526  | 6.077  | 7.115  |
| Utrecht             | 983    | 2.447  | 3.266  | 3.935  | 4.259  | 5.074  |
| Noord-Holland       | 2.228  | 4.932  | 6.639  | 7.889  | 8.473  | 9.424  |
| Zuid-Holland        | 2.380  | 8.810  | 11.977 | 13.977 | 14.822 | 16.943 |
| Zeeland (provincie) | 313    | 592    | 651    | 691    | 617    | 696    |
| Noord-Brabant       | 952    | 2.902  | 3.878  | 4.823  | 5.053  | 5.875  |
| Limburg             | 494    | 1.537  | 1.776  | 2.458  | 2.518  | 2.882  |
| Nederland (totaal)  | 11.278 | 33.449 | 43.708 | 52.102 | 55.236 | 63.008 |

Van de Irakezen in Nederland heeft 11% een autochtone partner. 

#### Taal
Ruim 90% van de Irakezen in Nederland beheerst hun herkomsttaal, terwijl 76% het moeiteloos kan lezen en 72% het moeiteloos kan schrijven. Van de Iraakse Nederlanders spreekt slechts 40% moeiteloos Nederlands, 46% kan moeiteloos Nederlands lezen en 42% moeiteloos Nederlands schrijven. Vooral (oudere) Iraakse vrouwen spreken relatief weinig Nederlands. De jongere generatie beheerst de Nederlandse taal beter dan de oudere generatie.

#### Religie
Van de Iraakse Nederlanders rekent 84% zich tot een geloof, waarvan een meerderheid islamitisch (71%). Er is een substantiële minderheid die zich tot het christendom rekent (±21%). Van de Iraakse moslims in Nederland eet 69% uitsluitend halal, vast 50% alle dagen van de Ramadan, bidt 50% vijf keer per dag en draagt 38% van de vrouwen een hoofddoek. Verder bezoeken Iraakse gelovigen nooit of nauwelijks een godsdienstige bijeenkomst (54%), terwijl 16% wekelijks een godsdienstige bijeenkomst bijwoont (10% van de moslims en 35% van de christenen).

## Onderwijs
De gerealiseerde opleidingsniveau van Iraakse Nederlanders is vergelijkbaar met die van Afghaanse Nederlanders. Er is een grote groep hoogopgeleiden (28%), een vergelijkbaar percentage met autochtone Nederlanders. Maar er is ook een grote groep die maximaal basisonderwijs heeft genoten (30%) en er zijn veel minder personen op het niveau van mbo/havo/vwo (28%) vergeleken met autochtone Nederlanders.

## Economie
Van de Iraakse Nederlanders heeft 4,6% een eigen onderneming, vooral in de detailhandel en horeca. In 2008 waren er ongeveer 1.618 zelfstandige ondernemers van Iraakse afkomst, een verachtvoudiging vergeleken met 198 zelfstandige ondernemers in 1998. Ongeveer 28% van de Irakezen is werkloos.

## Bekende Irakezen in Nederland
- Ahmad Resh, auteur
- Anmar Almubaraki, voetballer
- Ciawar Khandan, voetballer
- Chopy Fatah, zangeres
- Dashni Murad, zangeres
- Farida Mohammad Ali, zangeres
- Hagal Amin, filmregisseur
- Haidar al Ibrahim, politicus
- Hawbir Moustafa, voetballer
- Hind Dekker-Abdulaziz, politica
- Laila Al-Zwaini, arabist en jurist
- Mahmoud Jasim Al-najar, auteur
- Mariwan Kanie, schrijver
- Mohamed Al-Daradji, filmregisseur
- Naaz, singer-songwriter
- Nedim Kufi, kunstenaar
- Osama Rashid, voetballer
- Qassim Alsaedy, kunstenaar
- Rewan Amin, voetballer
- Rodaan Al Galidi, schrijver
- Viola Haqi, model
- Wesam al Delaema, terrorist